# Klubben
Klubben is een cirkelvormig schiereiland in de Zweedse Kalixrivier.De rivier stroomt hier door het Morjärvträsket. Het schiereiland ligt 1 kilometer ten noorden van Övermorjärv.